# Edmund van der Straeten
Edmund Anton Joseph van der Straeten (* 9. November 1819 in Gladbach; † 12. Juni 1887 in Köln) war ein deutscher Politiker. Sein Sohn, Edmund Sebastian Joseph van der Straeten (1855–1934), war ein in London tätiger Cellist und Komponist.

## Leben
Edmund van der Straeten studierte ab 1840 Rechtswissenschaft an der Rheinischen Friedrich-Wilhelms-Universität Bonn und der Ruprecht-Karls-Universität Heidelberg. 1841 wurde er Mitglied des Corps Saxonia Bonn. Nach Abschluss des Studiums wurde er 1844 Auskultator am Landgericht Düsseldorf. 1845 wurde er Regierungsreferendar in Düsseldorf. Von 1855 bis 1865 war er Bürgermeister von Gerresheim. Van der Straeten saß 1858–1862 im Provinziallandtag (Preußen) der Rheinprovinz. 1862–1867 saß er als Abgeordneter des Wahlkreises Düsseldorf 4 im Preußischen Abgeordnetenhaus. In der 6. Legislaturperiode von 1862 bis 1863 gehörte er der Fraktion der Deutschen Fortschrittspartei und der Fraktion Keller an. In den folgenden drei Legislaturperioden war er Mitglied der Fraktion der Deutschen Fortschrittspartei. Später lebte er als Rentier in Köln.